# Дунпин
Дунпи́н (кит. упр. 东平, пиньинь Dōngpíng, буквально: «восточная равнина») — уезд городского округа Тайань провинции Шаньдун (КНР).

## История
Во времена империи Западная Хань было создано удельное владение Дунпин (东平国), в состав которого входили уезды Сюйчан (须昌县), Уянь (无盐县), Шоучжан (寿张县), Фучэн (富城县) и Чжан (章县). В эпоху Троецарствия эти земли оказались в составе царства Вэй; уезд Чжан был расформирован, а в состав удела был передан ещё уезд Линсы. При империи Восточная Цзинь удел Дунпин был преобразован в округ Дунпин (东平郡), правление которого разместилось в уезде Сюйчан.
При империи Северная Ци уезд Фучэн был расформирован, а уезд Уянь был присоединён к уезду Сюйчан. При империи Северная Чжоу уезды Сюйчан и Шоучжан были подчинены области Лучжоу (鲁州).
При империи Суй в 596 году земли бывшего уезда Уян были выделены из уезда Сюйчэн в качестве уезда Сучэн (宿城县). При империи Тан уезды Сюйчан, Шоучжан и Сучэн вошли в состав области Юньчжоу (郓州). В 627 году уезд Сучэн был присоединён к уезду Сюйчан, но в 707 году воссоздан. В 788 году уезд Сучэн был переименован в Дунпин. В 830 году уезд Дунпин был переименован в Тяньпин (天平县), а в 832 — присоединён к уезду Сюйчан.
При империи Поздняя Тан уезд Сюйчан в 923 году был переименован в Сюйчэн (须城县).
В XII веке эти земли захватили чжурчжэни, создавшие марионеточное государство Великая Ци, столицей которого стал Сюйчэн.
При империи Мин в Сюйчэне разместилась Дунпинская управа (东平府). В 1370 году уезд Шоучжан был разделён между уездами Сюйчэн и Янгу. В 1375 году Дунпинская управа была понижена в статусе до области Дунпин (东平州), а уезд Сюйчэн был расформирован, и его земли перешли под непосредственное управление областных властей. В 1380 году был воссоздан уезд Шоучжан. В 1385 году область Дунпин была подчинена Яньчжоуской управе (兖州府); в этот период её подчинялось 5 уездов.
При империи Цин в 1730 году Дунпинская область была поднята в статусе до «непосредственно управляемой» (то есть стала подчиняться непосредственно губернатору провинции, минуя промежуточное звено в виде управы), но в 1735 году была понижена в статусе до «безуездной» (то есть в её подчинении не осталось ни одного уезда). После Синьхайской революции в Китае была проведена реформа структуры административного деления, в ходе которой области были упразднены, и в 1913 году Дунпинская область была преобразована в уезд Дунпин.
В 1950 году в составе провинции Шаньдун был создан Специальный район Тайань (泰安专区), и уезд вошёл в его состав. В декабре 1958 года специальный район Тайань был расформирован, и уезд перешёл в состав Специального района Ляочэн (聊城专区); при этом к нему был присоединён уезд Пинъинь. В августе 1959 года уезд Дунпин был передан под юрисдикцию Цзинаня, а в октябре он был расформирован и был воссоздан уезд Пинъинь, получивший большую часть земель бывшего уезда Дунпин. В 1960 году он был включён в состав Специального района Хэцзэ (菏泽专区), но в феврале 1961 года возвращён под юрисдикцию Цзинаня, а в апреле того же года передан в состав воссозданного Специального района Тайань.
В 1962 году уезд Дунпин был воссоздан. В 1967 году Специальный район Тайань был переименован в Округ Тайань (泰安地区). В мае 1985 года постановлением Госсовета КНР округ Тайань был преобразован в городской округ.

## Административное деление
Уезд делится на 3 уличных комитета, 9 посёлков и 2 волости.

## Транспорт
В порту на Великом канале обрабатывают грузы, которые затем следуют в Цзянсу и Аньхой (мочевина, стройматериалы, сталь и зерно).